# Ratu Nakalevu
Ratu Savenaca Robosenawainibuka Nakalevu (7 marzo 1994) è un calciatore figiano, difensore del Rewa.

## Carriera

### Club
Ha giocato nella prima divisione figiana.

### Nazionale
Il 26 giugno 2016 esordisce con la nazionale maggiore figiana.
Convocato per i Giochi della XXXI Olimpiade, esordisce da subentrato nella prima partita persa per 8-0 contro la Corea del Sud.